# Ampelophaga takamukui
Ampelophaga takamukui är en fjärilsart som beskrevs av Matsumura 1927. Ampelophaga takamukui ingår i släktet Ampelophaga och familjen svärmare. Inga underarter finns listade i Catalogue of Life.